# Deividas Margevičius
Deividas Margevičius (ur. 26 kwietnia 1995) – litewski pływak, uczestnik igrzysk olimpijskich w 2016 roku. Zawodnik klubu Kauno SM Startas.

## Kariera
W 2016 roku pobił rekord kraju na dystansie 100 metrów stylem motylkowym uzyskując czas 53,53. Dzięki temu osiągnięciu został wybrany do reprezentowania Litwy na igrzyskach olimpijskich w Rio de Janeiro. Wziął udział w sztafecie na 100 metrów stylem zmiennym. W eliminacjach jego drużyna zajęła 14. miejsce uzyskując czas 3:35,90.